# Next of Kin (ER)
Next of Kin is de negende aflevering van het negende seizoen van de televisieserie ER, die voor het eerst werd uitgezonden op 5 december 2002.

## Verhaal
Lockhart wil ervoor zorgen dat haar broer Eric medische zorg krijgt voor zijn bipolaire stoornis, tot haar grote frustratie werkt haar moeder dit tegen. 
Dr. Kovac begint steeds meer de weg kwijt te raken in zijn privéleven, nu neemt hij een cheque van $10.000, - aan van een patiënte. Deze cheque neemt hij meteen op om zo een dure prostituee te betalen.
Dr. Jing-Mei vindt een ter vondeling gelegde baby in de wachtkamer, dit brengt pijnlijke herinneringen boven van haar zwangerschap en de adoptie die hier opvolgde. 
Dr. Pratt behandelt een jonge vrouw die gewond is geraakt bij een auto-ongeluk, zij blijkt een geheim met haar mee te dragen dat zij ook geheim wil houden. Ondertussen komt hij op voor zijn broer Leon, die werd ontslagen door zijn werkgever omdat hij volgens zijn baas gestolen heeft. 
Dr. Lewis heeft een patiënte die door haar zoon mishandeld blijkt te worden, zij besluit haar hierin te helpen.

## Rolverdeling

### Hoofdrollen
- Noah Wyle - Dr. John Carter
- Mekhi Phifer - Dr. Gregory Pratt
- Alex Kingston - Dr. Elizabeth Corday
- Goran Višnjić - Dr. Luka Kovac
- Sherry Stringfield - Dr. Susan Lewis
- Ming-Na Wen - Dr. Jing-Mei Chen
- Maura Tierney - verpleegster Abby Lockhart
- Conni Marie Brazelton - verpleegster Connie Oligario
- Laura Cerón - verpleegster Chuny Marquez
- Yvette Freeman - verpleegster Haleh Adams
- Gedde Watanabe - verpleger Yosh Takata
- Dinah Lenney - verpleegster Shirley
- Montae Russell - ambulancemedewerker Dwight Zadro
- Michelle Bonilla - ambulancemedewerker Christine Harms
- Brian Lester - ambulancemedewerker Brian Dumar
- Sharif Atkins - Michael Gallant
- Don Cheadle - Paul Nathan
- Tom Everett Scott - Eric Wyczenski
- Sally Field - Maggie Wyczenski
- Leslie Bibb - Erin Harkins
- Abraham Benrubi - Jerry Markovic

### Gastrollen (selectie)
- Mary Carver - Matilda
- Jeffrey DeMunn - dokter behandelcentrum
- Megan Vint - Morgan Brenner
- Judith Hoag - Mrs. Brenner
- Marcello Thedford - Leon
- Melody Cranston - Elaine Bromka
- Dave Power - Jeremy Cranston
- Jurnee Smollett-Bell - Romy
- Perry Anzilotti - Perry